# Nicolás Jaramillo
Pedro José Nicolás Jaramillo Niño (Placilla de Nancagua, abril de 1810-Rancagua,mayo de 1860) fue un abogado, agricultor y político chileno.

## Vida
Fue hijo de don Ramón Jaramillo Chacón y doña María del Carmen Niño. Recibió su título de abogado del Instituto Nacional, el 10 de julio de 1832. 

### Matrimonio e hijos
Contrajo matrimonio en 1842 con María Mercedes Urzúa Correa. fue el padre del exdiputado José Domingo Jaramillo Urzúa, abuelo del exdiputado y senador, don Armando Jaramillo Valderrama, y bisabuelo del exdiputado y exsenador, don Armando José Domingo Jaramillo Lyon.
Se dedicó luego a la agricultura, en el fundo Taulemu en Placilla y en otros predios heredados y comprados, se convirtió en terrateniente.

## Vida pública
Fue Intendente de Colchagua en 1840, siendo miembro del Partido Conservador y más adelante desempeñó el Juzgado de dicha ciudad.
Elegido Diputado por Caupolicán en 1846. Fue electo diputado propietario por San Fernando, período 1852-1855; integró la Comisión Permanente de Negocios Eclesiásticos.